# الثعلب (فلم)
الثعلب فيلم سوري للثنائي السوري دريد لحام ونهاد قلعي.

## قصة الفيلم
في إطار رومانسي ممزوج ببعض الأكشن والإثارة تدور الأحداث حول رجلين يعملان في تجارة الذهب تحاول إحدى العصابات الاستيلاء على الذهب من خلال الاتفاق مع فتاة حسناء لتدخل حياتهما، وتتظاهر بحب أحدهما حتى تستطيع الاستيلاء على الذهب، تبدو خطتها في طريقها للنجاح، لكنها تقع بالفعل في حب أحدهما، فهل تتخلى عن الحب، وتقوم بتسليم الذهب للعصابة.

## حول الفيلم
- إنتاج: عادل القوادري - دمشق / سوريا
- سيناريو وحوار:- نهاد قلعي
- تنفيذ: المؤسسة العامة للسينما / وشركة سيريا فيلم - دمشق / سوريا
- إخراج: يوسف معلوف

## الممثلون
- دريد لحام
- نهاد قلعي
- هالة شوكت
- نوال أبو الفتوح
- عمر حجو
- محمد خير حلواني
- نجاح حفيظ

## روابط خارجية
- الثعلب على موقع قاعدة بيانات الأفلام العربية